# Бегущая строка
Бегущая строка — электронное устройство, предназначенное для отображения текстовой и графической информации. В самом простом варианте текст просто «бежит», двигаясь справа налево. Отображающая матрица (светодиодный модуль) обычно состоит из светодиодов. Очень часто помимо простого текста бегущие строки могут генерировать простейшую графику и накладывать различные эффекты на отображаемый текст.

## Цвета свечения светодиодов
Бегущая строка может быть монохромной (одноцветной), трёхцветной (когда на светодиодной матрице используется пиксель из двух светодиодов разного свечения — красного(R), зелёного(G) или синего(B). Например, одновременное свечение красного и зелёного светодиодов даёт жёлтый цвет) и полноцветной (пиксель состоит из трёх диодов — RGB, что позволяет использовать полный диапазон цветов и оттенков).

## Способы обновления информации
Одним из главных преимуществ бегущей строки является несложная и оперативная смена отображаемой информации. Менять или обновлять информацию можно без ограничений по мере необходимости.
Процесс обновления заключается в соединении бегущей строки с ПК пользователя и загрузке новой информации. Соединение можно установить с помощью различных интерфейсов. Наиболее популярные — это RS-232 (COM-порт), Ethernet, USB, радиоканал, Wi-Fi, GSM-сеть, bluetooth и так далее.

## Способы управление бегущей строкой
Стандартное управление бегущей строкой происходит посредством специальной компьютерной программы, результаты работы которой передают в бегущую строку через выбранный интерфейс (чаще всего USB или Ethernet).
Если стандартное управление невозможно, то могут использоваться:
- преобразователь из USB интерфейса к последовательному (USB to serial adapter).
- интерфейс RS422 или интерфейс RS485, но тогда на компьютере необходимо иметь соответствующий преобразователь интерфейсов.
- «устройство переноса данных», например, устройство переноса данных c применением ИК- лучей или с использованием технологии I-Button.
- сотовая сеть стандарта GSM.

## Адаптация к окружающим условиям
Светодиодное табло «бегущая строка» может использоваться как в помещениях, так и на улице. Атмосфера — агрессивная среда (температура, влага, насекомые…). Уличные светодиодные модули дороже в производстве по сравнению с внутренними (для помещения) за счёт покрытия печатных плат влагозащитным диэлектрическим лаком, а с лицевой стороны ещё и толстым слоем влагостойкого силикона. Это защищает контакты светодиодов от попадания влаги в любую погоду (шторм, ливень). Квалифицируемая степень защиты — IP65. Запылившуюся бегущую строку можно мыть даже мойкой высокого давления, без потери работоспособности.
В зимнее время (до −40 градусов) бегущая строка прекрасно обогревает себя за счёт выделения тепла собственными блоками питания, поэтому выключать её на этот период не рекомендуется.
Прямые солнечные лучи негативно влияют на бегущую строку: пластик козырьковой панели деформируется, а на диодах заметен эффект «выгорания» — потеря цветовой насыщенности. Что, впрочем, никак не влияет на работоспособность бегущей строки в целом.

## Разрешение матрицы, количество отображающихся одновременно символов и ёмкость памяти
Типичные разрешения матриц по вертикали: 8, 16, 24, 32.
Типичные разрешения матриц по горизонтали: 32, 64, 96, 128, 160, 192 и т. д.
В случаях, когда бегущая строка очень большая, разрешение не увеличивают, вместо этого каждый пиксель делают составным из 4, 7, 9 светодиодов.
Количество символов, помещающихся на матрице, — от 12 и до 36.
Объём памяти до 8 Кб на первых устройствах и до 4 Гб на современных контроллерах управления, с возможностью увеличения объёма при помощи флеш-накопителя. От нескольких тысяч до сотен тысяч символов, графики и анимации.

## Применение
Бегущая строка в основном используется в рекламных целях или для привлечения внимания рекламными агентствами, сетями магазинов, банками, спортивными сооружениями и многими другими, кто хоть как-то взаимодействует с массами людей. А также может использоваться и в некоммерческих целях, например, для визуального оповещения населения об опасности органами ГО и ЧС, сообщения новостей и оперативной информации, объявления остановок в общественном транспорте, отображения текущего времени, даты, температуры окружающего воздуха и т. п.
При адаптации пространства для людей с инвалидностью применимы бегущие строки со встроенным динамиком в качестве системы оповещения.  Для незрячих актуально звуковое дублирование информации, для слабослышащих - отображение на табло. 